# Corée du Sud aux Jeux olympiques d'hiver de 1956
Cet article contient des informations sur la participation et les résultats de la Corée du Sud (ou République de Corée) aux Jeux olympiques d'hiver de 1956, qui ont eu lieu à Cortina d'Ampezzo en Italie. Le pays revient aux Jeux olympiques d'hiver après avoir manqué ceux d'Oslo en raison de la Guerre de Corée. 

## Résultats

### Patinage de vitesse
| Athlète         | Épreuve  | Temps         | Rang |
| --------------- | -------- | ------------- | ---- |
| Chang Yung      | 500 m    | 43 s 5        | 28   |
| Chang Yung      | 1 500 m  | 2 min 16 s 7  | 29   |
| Chang Yung      | 5 000 m  | 8 min 17 s 6  | 23   |
| Cho Youn Sik    | 500 m    | 44 s 0        | 34   |
| Cho Youn Sik    | 1 500 m  | 2 min 20 s 0  | 42   |
| Kim Chong Soon  | 1 500 m  | 2 min 20 s 5  | 44   |
| Kim Chong Soon  | 5 000 m  | 8 min 34 s 3  | 36   |
| Kim Chong Soon  | 10 000 m | 17 min 52 s 6 | 30   |
| Pyung Chang Nam | 1 500 m  | 2 min 23 s 5  | 51   |
| Pyung Chang Nam | 5 000 m  | 8 min 36 s 7  | 37   |

## Référence
- (en) Cet article est partiellement ou en totalité issu de l’article de Wikipédia en anglais intitulé « South Korea at the 1956 Winter Olympics » (voir la liste des auteurs).